# Yang (tijdschrift)
Yang was een Vlaams literair kwartaalblad (1963-2009) met ruime aandacht voor hedendaagse poëzie, proza, kritiek en essay, zowel van Nederlandstalige auteurs als in vertaling. In 2009 is het samengesmolten met het tijdschrift freespace Nieuwzuid tot het nieuwe bladform nY.

## Geschiedenis
In 1963 werd het blad opgericht in de context van de Gentse rijksnormaalschool, waar het redactiesecretariaat was gevestigd, gewoonlijk zonder hoofdredacteur. Daniël van Ryssel was een centrale figuur die in 1969 samen met Julien Vangansbeke, Roger Serras en Roland Jooris een Yang Poëzie Reeks oprichtte. Daarnaast werden toneelcahiers, themanummers en bloemlezingen uitgegeven en wordt jaarlijks de Yang-prijs toegekend aan een auteur voor één werk.
Vanaf 1997 nodigde de redactie per jaargang een Nederlandstalige auteur uit om vier nummers lang een bijzonder schrijfproject te ontwikkelen met writers in residence. Alle literaire genres kwamen daarbij in aanmerking.
Eind 2008 werd bekendgemaakt dat yang vanaf 2009 fuseert met freespace Nieuwzuid tot het tijdschrift nY. De laatste Yang-redactie bestond uit Sascha Bru, Bram Ieven, Piet Joostens, Sarah Posman, Marc Reugebrink (redactiesecretaris), Johan Sonnenschein en Jeroen Theunissen. Yang kreeg steun van het Vlaams Fonds voor de Letteren en de provincie Oost-Vlaanderen en was lid van de vereniging van Culturele en Literaire Tijdschriften (CeLT).
Het eerste nummer van nY verscheen in mei 2009 en werd gepresenteerd in het Gentse Kunstencentrum Vooruit. Het nieuwe tijdschrift beschikt over een complementaire website met een eigen redactie (www.ny-web.be).

## Yang-prijs
- 1967: Fernand Auwera / Mathias 't Kofschip (roman).
- 1968: Marc Andries / De Maagdenhorde (roman).
- 1969: Herman de Coninck / De lenige liefde (dichtbundel).
- 1970: niet toegekend.
- 1971: John Verstraete / Het uitzinnig gezelschap doet de revolutie falen (verhalenbundel).
- 1972: Hans Vlek / Voor de bakker (dichtbundel).
- 1973: Clem Schouwenaars / De seizoenen (roman).
- 1974: Willy Spillebeen / Drie x drempelvrees (novellebundel).
- 1975: Johan Anthierens / wekelijkse kroniek in Knack.
- 1976: Paul de Wispelaere / Een dag op het land (tekst).
- 1977: Greta Seghers / Afkeer van Faulkner (roman).[2]
- 1979: Loekie Zvonik / Duizend jaar Thomas (roman).

## Writers-in-residence
- 1997: Pol Hoste
- 1998: Pjeroo Roobjee
- 1999: Louis Paul Boon (postuum)
- 2000: J.Z. Herrenberg
- 2001: Paul Verhaeghen
- 2002: Bart Meuleman
- 2003: Jeroen Theunissen
- 2004: Rudi Visker
- 2005: Nick J. Swarth
- 2006: David Nolens
- 2007: Saskia de Jong
- 2008: Frank Vande Veire